# Lissonota genoplana
Lissonota genoplana là một loài tò vò trong họ Ichneumonidae.